# 卡尔·诺尔斯
卡尔·斯坦利·诺尔斯（英語：Carl Stanley Knowles，1910年2月24日—1981年9月4日），美国篮球运动员，曾代表美国参加1936年夏季奥运会男子篮球比赛，并获得金牌。
他还为加州大学洛杉矶分校打过大学篮球。